# ポイント・レイズ
ポイント・レイズ (Point Reyes) は、アメリカ合衆国カリフォルニア州サンフランシスコの北方約50kmの位置、マリン郡内に存在する岬および一帯の海岸線。アメリカ合衆国国定モニュメントに指定されていることから、日本ではポイント・レイズ国定公園と訳されることがある。サンアンドレアス断層が作り出した、荒々しい地形と美しい海岸線が特徴である。

## 概要
アメリカ合衆国国定モニュメントに指定されたエリアは、太平洋に突き出した岬を中心とした28,732ヘクタール。約130kmにおよぶ海岸線は、1,500種以上の動植物を有する。岬の突端には、1870年代に建てられたポイント・レイズ灯台が現存する。
1988年にサンフランシスコ・ベイエリア内の他の12カ所の保護地域と共に「ゴールデンゲート生物圏保護区」としてユネスコの生物圏保護区に指定された。

## 主な動植物
- ゾウアザラシ
- テュールワピチ（アメリカアカシカの一種）
- オロロン鳥

### 2019年の政府閉鎖
2018年末から2019年にかけ、連邦政府予算の不成立による政府閉鎖が行われるとポイント・レイズも35日間にわたり閉鎖された。この間、約60頭のゾウアザラシがフェンスを乗り越えて海岸を占拠していたが、これだけの数が出没することは珍しく、しばらくの間はゾウアザラシの住む海岸の閉鎖が続いた。

## ギャラリー

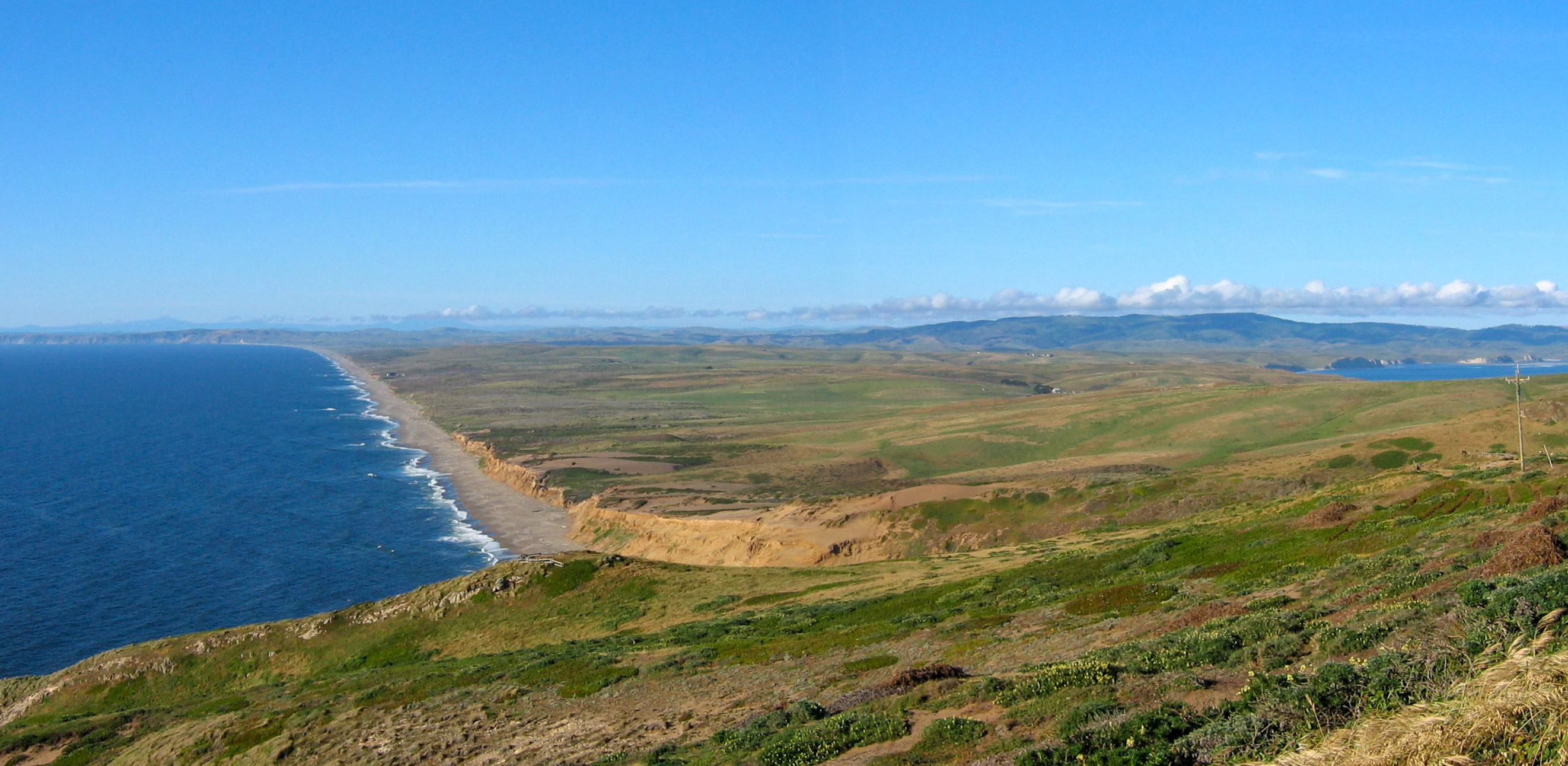
ポイント・レイズ海岸（ポイント・レイズ灯台より）
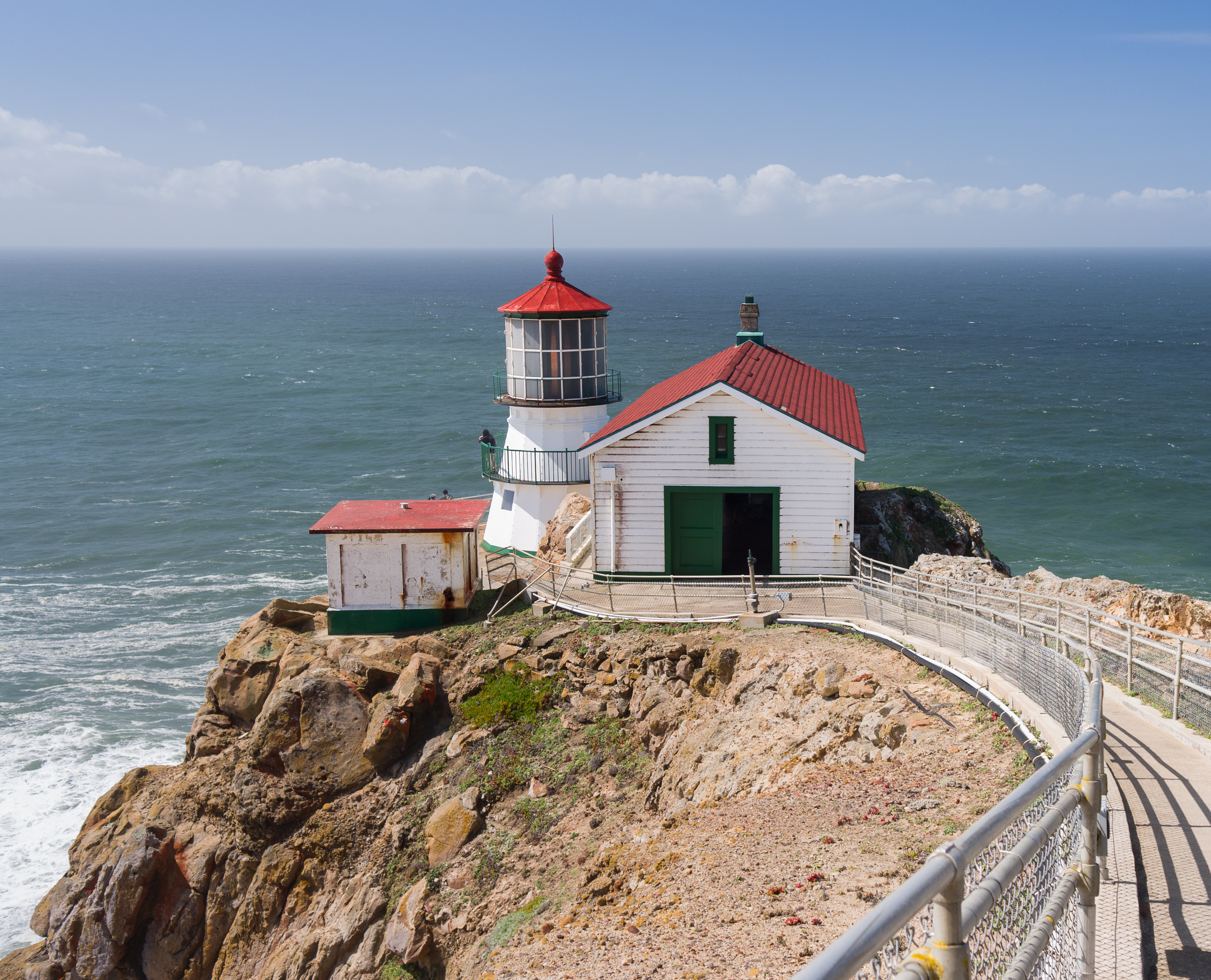
ポイント・レイズ灯台
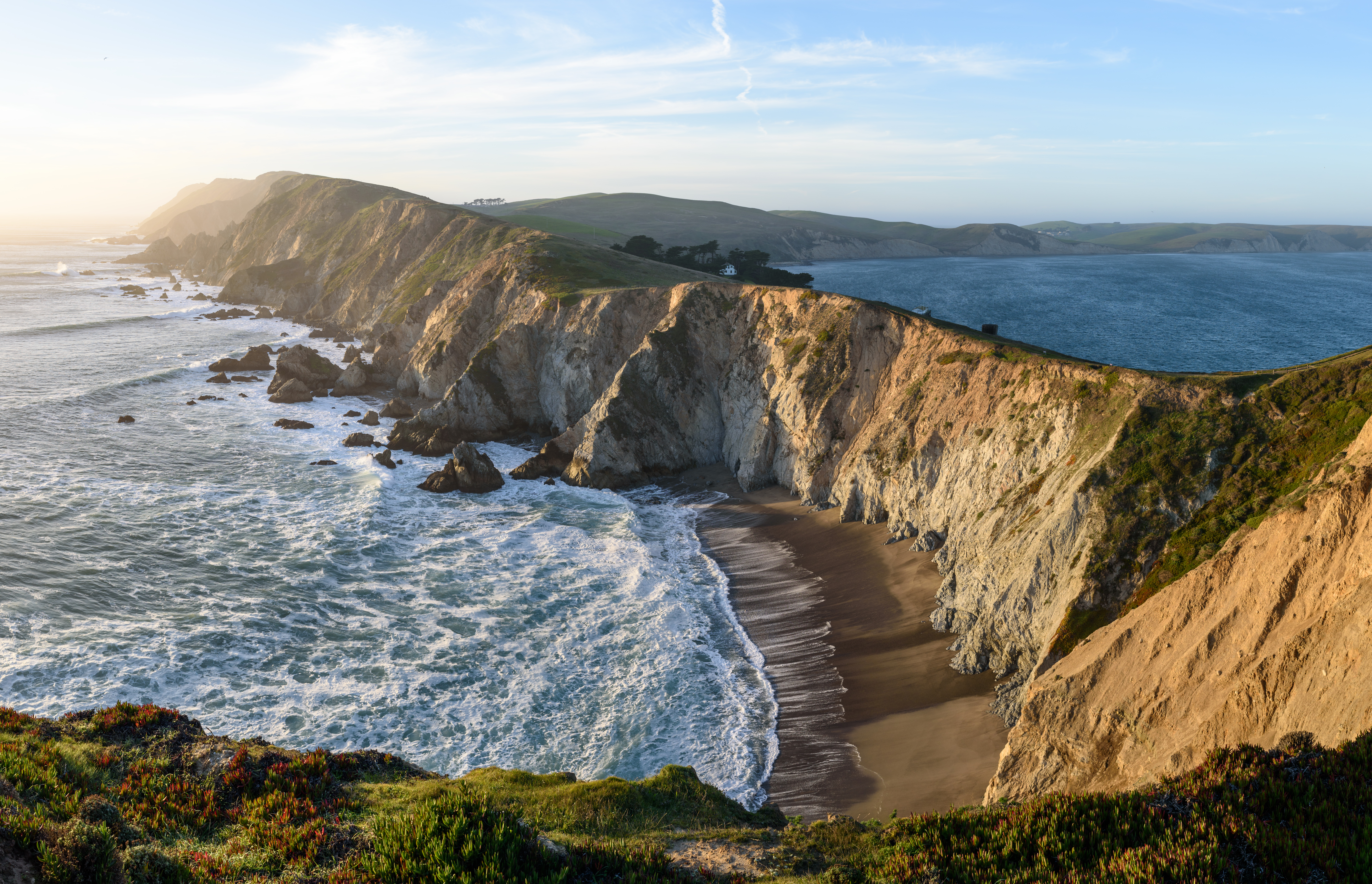
ポイント・レイズ半島の岬（チムニー・ロックより西を望む）